# Kyselina jodná
Kyselina jodná je anorganická sloučenina, kyselina se vzorcem HIO, jedná se o jednu ze čtyř kyslíkatých kyselin jodu (další jsou kyselina joditá, jodičná a jodistá).

## Příprava
Kyselina jodná se připravuje reakcí oxidu rtuťnatého s kyselinou jodovodíkovou:
HgO + HI → Hg + HIO
Vzniklá kyselina se snadno rozkládá disproporcionací:
5 HIO → HIO3 + 2 I2 + 2 H2O
Reaktivní roztoky jodnanů (solí kyseliny jodné) se připravují reakcí jodu se studenými roztoky hydroxidů alkalických kovů:
I2 + 2 KOH → KIO + KI + H2O
Jodnany se rychle rozkládají disproporcionací na jodidy a jodičnany.

## Použití
Tato kyselina je silným dezinfekčním prostředkem a je jodovým analogem kyseliny chlorné vznikající mísením chloru s vodou.
Používá se jako aktivní přísada použitelná k dezinfekci v jodových roztocích používaných v lékařství.[zdroj?]